# Твін-Гроув (Іллінойс)
Твін-Гроув (англ. Twin Grove) — переписна місцевість (CDP) в США, в окрузі Маклейн штату Іллінойс. Населення — 1524 особи (2020).

## Географія
Твін-Гроув розташований за координатами 40°28′46″ пн. ш. 89°6′5″ зх. д. / 40.47944° пн. ш. 89.10139° зх. д. (40.479323, -89.101516).  За даними Бюро перепису населення США в 2010 році переписна місцевість мала площу 10,29 км², з яких 10,28 км² — суходіл та 0,01 км² — водойми.

## Демографія
Згідно з переписом 2010 року, у переписній місцевості мешкали 1564 особи в 602 домогосподарствах у складі 502 родин. Густота населення становила 152 особи/км².  Було 616 помешкань (60/км²).
Расовий склад населення:
| - 96,7 % — білих - 1,5 % — чорних або афроамериканців - 0,8 % — азіатів - 0,1 % — корінних американців |

До двох чи більше рас належало 0,2 %. Частка іспаномовних становила 2,3 % від усіх жителів.
За віковим діапазоном населення розподілялося таким чином: 20,3 % — особи молодші 18 років, 66,7 % — особи у віці 18—64 років, 13,0 % — особи у віці 65 років та старші. Медіана віку мешканця становила 47,9 року. На 100 осіб жіночої статі у переписній місцевості припадало 106,6 чоловіків;  на 100 жінок у віці від 18 років та старших — 101,1 чоловіків також старших 18 років.
Середній дохід на одне домашнє господарство  становив 105 249 доларів США (медіана — 102 554), а середній дохід на одну сім'ю — 114 459 доларів (медіана — 105 598). Медіана доходів становила 71 544 долари для чоловіків та 60 431 долар для жінок. За межею бідності перебувало 6,6 % осіб, у тому числі 0,0 % дітей у віці до 18 років та 2,7 % осіб у віці 65 років та старших.
Цивільне працевлаштоване населення становило 952 особи. Основні галузі зайнятості: фінанси, страхування та нерухомість — 23,5 %, освіта, охорона здоров'я та соціальна допомога — 20,4 %, мистецтво, розваги та відпочинок — 13,0 %, виробництво — 11,0 %.